# Isabelle St-Pierre
Pour les articles homonymes, voir St-Pierre.
Isabelle St-Pierre est une artiste de la parole. Poète, slameuse et conteuse, elle a fait entendre sa voix dans plusieurs lieux de la francophonie : au Québec, comme dans le reste du Canada, en France et en Acadie. Elle a animé de nombreuses soirées autour de la poésie, du conte et du slam. 

## Biographie
Isabelle St-Pierre « dirige et anime depuis 2005, des dizaines de spectacles, micros ouverts, concours, ateliers. » Parmi ceux-ci, on compte le Festival de conte de Bouche à Oreille, le Festival Interculturel du conte du Québec, le Festival de contes et légendes en Abitibi-Témiscamingue, le Festival de la parole de la Baie Sainte-Marie, etc.
De 2005 à 2010, elle dirige le volet « conte et slam » de l'État d'Urgence (ATSA), invitant plusieurs artistes à prendre part et donnant la parole à des sans-abris.
Depuis 2012, elle co-organise les Slam Sessions Montréal, soirées de style micro-ouvert dans lesquelles plusieurs artistes sont invités à performer.  
En 2016, aux côtés de Caroline N. Hotte, elle crée une vigile poétique contre la violence faite aux femmes autochtones, nommée Paroles Fauves, qui a lieu à la librairie Le Port de tête à Montréal,. « Paroles fauves veut canaliser un mal-être, une révolte, une tristesse — et aider, par la narration collective, à comprendre ce qui a pu se passer, pourquoi, et quelles en sont les conséquences, négatives ou positives. »
Elle fait, en 2017, une résidence artistique à Banff au Banff Centre for Arts and Creativity dans le cadre du programme Spoken Word.
En 2019, dans le cadre du quatorzième numéro de la revue Littoral, elle publie ses Chroniques boréales dans lesquelles elle nous livre des histoires de son passage dans un Sept-Îles enneigé. Dans ce texte, « elle nous livre sa poésie réaliste, comme elle la nomme; une poésie d’observation qui témoigne simplement de ce qu’elle vit, de ce qu’elle voit; une poésie radiographique. Sa parole est toujours vivante, tout comme son art. C’est la première fois qu’elle livre un texte sur papier, plutôt que sur scène, grâce à l’appel de texte que lui a fait l’équipe du Groupe de recherche sur l’écriture nord-côtière (GRÉNOC) ».
Elle a pris part à de nombreuses reprises aux Dimanches du conte, évènement cofondé par André Lemelin et Jean-Marc Massie. « Depuis, elle dirige et coproduit la série des Cabarets Poésie All-Star (Dimanches du conte et festival des Grandes Gueules) avec Debout : Actes de parole, a survécu à la Grande nuit de la poésie de St-Venant-de-Paquette et au festival Contabadour, a fait partie de la distribution du Cabaret des Hypothèses (FIL) dédié au croisement entre la science et la littérature. »

## Prix et honneurs
- 2017 : Résidence artistique au Banff Centre for Arts and Creativity dans le cadre du programme Spoken Word.